# سفارة كوريا الجنوبية في إسبانيا
سفارة كوريا الجنوبية في إسبانيا هي أرفع تمثيل دبلوماسي لدولة كوريا الجنوبية لدى إسبانيا. تقع السفارة في مدريد وهي تهدف لتعزيز المصالح الكورية جنوبية في إسبانيا.

## وصلات خارجية
- قائمة سفارات كوريا الجنوبية
- قائمة السفارات في إسبانيا